# Данилович, Иван Антонович
Иван Антонович Данилович (5 июня 1904 года, дер. Тясты, Дриссенский уезд, Витебская губерния — 23 марта 1979 года, Минск) — советский военный деятель, генерал-майор (29 октября 1943 года).

## Начальная биография
Иван Антонович Данилович родился 5 июня 1904 года в деревне Тясты ныне Верхнедвинского района Витебской области Белоруссии.

## Военная служба

### Гражданская войны
В декабре 1920 года призван в ряды РККА и направлен на учёбу на Витебские командные курсы при 1-м Витебском полку, в составе которых принимал участие в боевых действиях против бандитизма на территории Витебской губернии. После окончания курсов в марте 1921 года назначен на должность командира взвода в 3-й стрелковой территориальной роте в составе того же полка, дислоцированного в Себеже, а в июле переведён в Дриссенский уездный военкомат, где служил на должностях командира взвода и помощника начальника всевобуча по политчасти.

### Межвоенное время
В августе 1922 года направлен на учёбу на 21-е Минские кавалерийские курсы, после расформировании которых в январе 1923 года переведён в Тверскую кавалерийскую школу, по окончании которой в октябре 1925 года направлен в 4-ю Ленинградскую кавалерийскую дивизию, где назначен на должность командира взвода в полковой школе 22-го кавалерийского полка, в ноябре 1926 года — на должность командира взвода в 1-м отдельном эскадроне, а в ноябре 1927 года — на должность командира взвода в 21-м Ставропольском кавалерийском полку.
В 1929 году Данилович направлен в 73-й кавалерийский полк (5-я отдельная Кубанская кавалерийская бригада, ОКДВА), в составе которого назначен на должность командира эскадрона, после чего принимал участие в ходе конфликта на КВЖД. С сентября 1930 года служил в том же полку на должностях командира взвода связи и помощника командира эскадрона, а с апреля 1932 года — на должности начальника связи полка.
После окончания курсов усовершенствования командного состава связи в Хабаровске в апреле 1933 года назначен на должность командира отдельного эскадрона связи в составе 8-й кавалерийской дивизии (ОКДВА), дислоцированной в Ворошилове, однако в связи с болезнью в июне 1935 года переведён на должность начальника связи 106-го Сахалинского стрелкового полка (36-я стрелковая дивизия), дислоцированного в Чите.
В июне 1936 года направлен в Бурят-Монгольскую кавалерийскую бригаду, дислоцированную в Улан-Баторе, где служил на должностях командира отдельного эскадрона связи и начальника штаба 12-го кавалерийского полка, а в ноябре 1938 года назначен на должность начальника штаба 130-го кавалерийского полка (5-я отдельная Кубанская кавалерийская бригада) и в течение семи месяцев временно исполнял должность командира этого же полка.
В октябре 1939 года И. А. Данилович направлен в Киевский военный округ, где назначен на должность начальника штаба 34-го кавалерийского полка (3-я Бессарабская кавалерийская дивизия), в составе которого принимал участие в ходе присоединения Бессарабии и Северной Буковины. В сентябре 1940 года переведён на должность командира 88-го отдельного разведывательного батальона в составе 19-й стрелковой дивизии (Московский военный округ), дислоцированного в Воронеже.
В 1941 году окончил два курса заочного факультета Военной академии имени М. В. Фрунзе.

### Великая Отечественная война
С началом войны майор И. А. Данилович назначен на должность начальника 1-го (оперативного) отделения 19-й стрелковой дивизии, а 27 июля — на должность начальника штаба этой же дивизии, которая с 15 июля принимала участие в ходе Смоленского сражении. Во время Ельнинской операции в ходе боевых действий за Ельню 2 сентября майор Данилович был ранен в левую руку и левое бедро и контужен, после чего лечился в госпиталях в Воронеже и на станции Шира.
После излечения 30 апреля 1942 года назначен на должность начальника штаба 25-й гвардейской стрелковой дивизии, формировавшейся на базе 2-й гвардейской стрелковой бригады в Санковском районе (Калининская область). В период с 11 по 19 июля 1942 года дивизия передислоцирована на Воронежский фронт, где заняла оборонительный рубеж по восточному берегу реки Битюг на фронте Бобров — Заводской — Мечетка, откуда в ночь на 6 августа форсировала Дон и к концу 8 августа взяла плацдарм на западном берегу реки в районе Сторожевое 1-е, Селявное, после чего вела оборонительные боевые действия на плацдарме.
27 октября 1942 года подполковник И. А. Данилович назначен на должность командира 1-й истребительной дивизии, ведшей оборонительные боевые действия по реке Дон от г. Свобода до дер. Кононище.
3 января 1943 года переведён на должность командира 305-й стрелковой дивизии, которая вскоре принимала участие в ходе Острогожско-Россошанской, Воронежско-Касторненской и Харьковской наступательных и оборонительной операциях.
С 15 мая 1943 года полковник И. А. Данилович проходил лечение по болезни в эвакогоспитале в Тамбове и после выздоровления 18 сентября того же года назначен на должность начальника филиала курсов «Выстрел» Новосибирске, а в апреле 1944 года — на должность заместителя командующего войсками Сибирского военного округа по вузам.

### Послевоенная карьера
После окончания войны находился на прежней должности.
В ноябре 1945 года назначен на должность заместителя командующего войсками Западно-Сибирского военного округа по вузам.
В марте 1947 года направлен на учёбу на Высшие академические курсы при Высшей военной академии имени К. Е. Ворошилова, после окончания которых в апреле 1948 года назначен на должность помощника командующего войсками Архангельского военного округа по вузам, однако в июне 1954 года по семейным обстоятельствам переведён на ту же должность в Белорусский военный округ.
В мае 1956 года генерал-майор И. А. Данилович направлен в заграничную командировку в ЧССР, где служил старшим военным советником начальника управления вузов Чехословацкой народной армии, откуда вернулся в СССР по августе 1958 года и в декабре того же года назначен помощником командующего войсками Приволжского военного округа по вузам, а в январе 1961 года — начальником Свердловского суворовского военного училища.
Генерал-майор Иван Антонович Данилович 7 сентября 1962 года вышел в запас. Умер 23 марта 1979 года в Минске. Похоронен на Восточном кладбище города.

## Награды
- Орден Ленина (06.05.1946);
- Четыре ордена Красного Знамени (30.01.1943, 04.02.1943, 03.11.1944, 17.05.1951);
- Орден Суворова 2 степени (08.02.1943);
- Медали.